# Parlamentswahl in Finnland 1933
- SPP: 3
- Sonst.: 2
- SDP: 78
- ED: 11
- RKP: 21
- ML: 53
- KOK: 18
- IKL: 14

Die Parlamentswahl in Finnland 1933 (finnisch Eduskuntavaalit 1933; schwedisch Riksdagsvalet 1933) fand vom 1. bis 3. Juli 1933 statt. Es war die Wahl zum 15. finnischen Parlament.
Die Wahl fand zu einer innenpolitisch gereizten Zeit statt. 1932 gründeten Anhänger der rechten Lapua-Bewegung die Vaterländische Volksbewegung, die 1933 erstmals in einem Wahlbündnis mit der Sammlungspartei an der Wahl teilnahm. Toivo Kivimäki (Fortschrittspartei), der seit dem 14. Dezember 1932 Ministerpräsident Finnlands war, galt als Bekämpfer extremer Gruppen. Im April 1933 wurde das sogenannte Aufwiegelungsgesetz verabschiedet, das das Tragen von Parteiuniformen untersagte und militärisch organisierte Vereinigungen verbot.
Die Sozialdemokraten konnten ihr Ergebnis aus der Wahl 1930 deutlich steigern. Die Sammlungspartei, die in einem Bündnis mit einer Vaterländischen Volksbewegung antrat, musste starke Verluste hinnehmen. Auch der Landbund verlor an Stimmen.

## Teilnehmende Parteien
Es traten 11 verschiedene Parteien sowie mehrere verschiedene Listen und Bündnisse zur Wahl an.
Folgende Parteien waren bereits im Parlament vertreten:
| Partei | Partei | Ausrichtung        | Spitzenkandidat  |
| ------ | --- | ------------------ | ---------------- |
|        | Sozialdemokratische Partei Finnlands Suomen Sosialidemokraattinen Puolue (SDP) Finlands Socialdemokratiska Parti | sozialdemokratisch | Kaarlo Harvala   |
|        | Landbund Maalaisliitto (ML) Agrarförbundet                                                                       | sozialliberal      | Petter Heikkinen |
|        | Nationale Sammlungspartei Kansallinen Kokoomus (KOK) Samlingspartiet                                             | konservativ        | Paavo Virkkunen  |
|        | Schwedische Volkspartei Ruotsalainen Kansanpuolue (RKP) Svenska Folkpartiet (SFP)                                | liberal            | Eric von Rettig  |
|        | Nationale Fortschrittspartei Kansallinen Edistyspuolue (ED) Framstegspartiet                                     | liberal            | Oskari Mantere   |
|        | Kleinbauernpartei Finnlands Suomen Pienviljelijäin Puolue (SPP)                                                  | links              |                  |

## Wahlergebnis
Die Wahlbeteiligung lag bei 62,2 Prozent und damit 3,7 Prozentpunkte unter der Wahlbeteiligung bei der letzten Parlamentswahl 1930.
| Partei            | Partei                                                    | Stimmen   | Stimmen | Stimmen | Sitze  | Sitze |
| Partei            | Partei                                                    | Anzahl    | %       | +/−     | Anzahl | +/−   |
| ----------------- | --------------------------------------------------------- | --------- | ------- | ------- | ------ | ----- |
|                   | Sozialdemokratische Partei Finnlands (SDP)                | 413.551   | 37,33   | +3,17   | 78     | +12   |
|                   | Landbund (ML)                                             | 249.758   | 22,54   | −4,74   | 53     | −6    |
|                   | Nationale Sammlungspartei (KOK)                           | 187.527   | 16,93   | —       | 18     | −24   |
|                   | Vaterländische Volksbewegung (IKL)                        | 187.527   | 16,93   | —       | 14     | +14   |
|                   | Schwedische Volkspartei (RKP)                             | 115.433   | 10,42   | +0,39   | 21     | +1    |
|                   | Nationale Fortschrittspartei (ED)                         | 82.129    | 7,41    | +1,58   | 11     | —     |
|                   | Kleinbauernpartei Finnlands (SPP)                         | 37.544    | 3,39    | +1,62   | 3      | +2    |
|                   | Volkspartei                                               | 9.390     | 0,85    | +0,85   | 2      | +2    |
|                   | Finnische Volksorganisation (SKJ)                         | 2.733     | 0,25    | +0,25   | —      | —     |
|                   | Liste „Partei für die Arbeiterschaft“                     | 2.667     | 0,24    | —       | —      | —     |
|                   | Wahlliste Echte Finnen, Abstinenzler etc.                 | 1.476     | 0,13    | —       | —      | —     |
|                   | Nationalsozialistischer Bund Finnlands (SKSL)             | 1.406     | 0,13    | +0,13   | —      | —     |
|                   | Wahlbündnis der Arbeiter, Kleinbauern und Intellektuellen | 787       | 0,07    | —       | —      | —     |
|                   | Wahlbündnis der Männer in Not                             | 645       | 0,06    | —       | —      | —     |
|                   | Finnische Arbeitspartei                                   | 537       | 0,05    | +0,05   | —      | —     |
|                   | Wahlbündnis der Armen und der Volkspartei                 | 370       | 0,03    | —       | —      | —     |
|                   | Liste „V. F. Johanson und M. Saarikoski“                  | 101       | 0,01    | —       | —      | —     |
|                   | Volkswirtschafts-Wahlbündnis                              | 96        | 0,01    | —       | —      | —     |
|                   | Sonstige                                                  | 1.528     | 0,14    | −0,03   | —      | —     |
| Gesamt            | Gesamt                                                    | 1.107.823 | 100,00  |         | 200    |       |
| Gültige Stimmen   | Gültige Stimmen                                           | 1.107.823 | 99,56   |         |        |       |
| Ungültige Stimmen | Ungültige Stimmen                                         | 4.917     | 0,44    |         |        |       |
| Wahlbeteiligung   | Wahlbeteiligung                                           | 1.112.740 | 62,19   |         |        |       |
| Wahlberechtigte   | Wahlberechtigte                                           | 1.789.331 | 100,00  |         |        |       |
| Quelle:           |                                                           |           |         |         |        |       |

## Nach der Wahl
Die Regierung Toivo Kivimäkis blieb im Amt. Damit blieb auch die Koalition aus Fortschrittspartei, Schweden und Landbund erhalten.
Übersicht:
1. Kabinett Kivimäki – Toivo Kivimäki (Ed.) – Regierung: Ed., ML, RKP (14. Dezember 1932 bis 7. Oktober 1936)